# SGI IRIS 4D
La serie SGI IRIS 4D fue una línea de estaciones de trabajo de Silicon Graphics, construida a finales de los años 80 hasta mediados de los 90. Fueron las primeras estaciones de trabajo SGI en utilizar la arquitectura MIPS. La línea culminó con el Crimson que se produjo hasta 1997.